# Sericorema sericea
Sericorema sericea là loài thực vật có hoa thuộc họ Dền. Loài này được (Schinz) Lopr. miêu tả khoa học đầu tiên năm 1899.